# Kranj
Kránj (, v Kranju) je glavno mesto Gorenjske v Republiki Sloveniji, sedež Mestne občine Kranj in upravne enote ter Gorenjske statistične regije. Predstavlja gospodarsko, trgovsko, prometno, izobraževalno in kulturno središče Gorenjske. S 37.966  prebivalci (2025) je četrto največje slovensko mesto neposredno za Celjem, v ožjem urbanem območju, ki zajema okoliške kraje (Britof, Kokrico, Mlako, Predoslje, Orehovlje, Hrastje, Breg ob Savi, Jama, Praše, Mavčiče, Podreča, Zgornje, Srednje in Spodnje Bitnje), pa ima še okoli 10.000 prebivalcev več, širše somestje skupaj z nekaterimi sosednjimi občinami (Naklo, Šenčur, Preddvor, pa tudi Škofja Loka itd.) pa ima skupaj med 80-100 tisoč ljudi. 

## Zgodovina mesta
Staro mesto Kranj (lat. Carnium), omejeno z rekama Savo in Kokro, ima bogato zgodovino. Arheološke najdbe kažejo, da je naselje obstajalo že pred več kot 6000 leti, kar ga uvršča med najstarejša v Sloveniji. Kranj je pomembno zgodovinsko središče, saj je dal ime zgodovinski pokrajini Kranjski in bil prva prestolnica Slovencev v 8. stoletju.
Pomembne najdbe iz mlajše kamene dobe so bile odkrite na Trubarjevem trgu, skupaj z Ljubljanskim barjem pa osvetljujejo kulturo tistega časa. V železni dobi je bila tu obsežna naselbina, pozneje pa so bili prisotni tudi rimski vplivi.
V srednjem veku je Kranj ohranil svojo pomembnost. Leta 1256 je uradno postal mesto, kar mu je prineslo številne privilegije. Mesto je bilo zasnovano ob glavni komunikacijski poti, obdano z obzidjem in stolpi za zaščito pred turško nevarnostjo.
V 19. stoletju je Kranj doživel kulturno prebujenje, s pesniki, kot sta France Prešeren in Simon Jenko, ter pisatelji, kot sta Janez Mencinger in Ivan Tavčar. Prispevek tekstilne industrije, prihod železnice leta 1870 in obnova gimnazije leta 1897 so prispevali k razvoju mesta.
V 20. stoletju se je Kranj širil, po drugi svetovni vojni pa je ostal upravno središče Gorenjske in doživel razcvet v različnih industrijah, vključno z gumarsko, tekstilno in električno. 
S srednjeveškega mestnega jedra na skalnatem pomolu med Savo in Kokro se je mesto razširilo na nekdanja predmestna naselja Primskovo, Huje, Klanec, Planino in Čirče na vzhodu, Struževo, Zlato Polje, Rupo proti severovzhodu ter na Stražišče, Gorenjo Savo /Gorenje, Šmarjetno Goro, Labore, Orehek in Drulovko na desnem bregu Save.
Osamosvojitev Slovenije je prinesla nove izzive, a tudi hitro rast zasebnega gospodarstva, ki je nadomestilo izgube v nekaterih panogah.

## Znamenitosti
V Pavšlarjevi hiši se nahaja Galerija Prešernovih nagrajencev, ki razstavlja dela prejemnikov Prešernovih nagrad in nagrad Prešernovega sklada. Prešernovo gledališče, ustanovljeno leta 1902, v svoji zgodovinski stavbi ponuja umetniški repertoar in izobraževalne programe. Prešernova hiša, kjer je živel in umrl France Prešeren, je zdaj muzejska ustanova, ki omogoča vpogled v njegovo življenje in delo. V Prešernovem gaju se nahajajo spominski elementi, vključno z nagrobnim spomenikom Francetu Prešernu, in botanična posebnost - Prešernova vrtnica. Poleg tega so na stavbi Mestne knjižnice Kranj verzi iz pesmi "Zdravljica", slovenske himne.
Središče mesta je osredotočeno na Glavni trg, ki ga obdajajo značilne meščanske hiše s portali. Trg se je razvijal v 16. in 17. stoletju, predstavlja srce starega mestnega jedra in ponuja vpogled v meščansko arhitekturo tistega časa. Tukaj stoji tudi rekonstrukcija mestnega vodnjaka iz 19. stoletja, ki ponazarja mestno zgodovino. Mestna hiša združuje dve stavbi, ki sta imeli različne namene v preteklosti. Danes gosti številne razstave Gorenjskega muzeja in galerije Mestne hiše, ter je tudi priljubljeno mesto za poročne obrede. Cerkev sv. Kancijana, zgrajena v začetku 15. stoletja, predstavlja gotsko arhitekturo in je ena najbolj prepoznavnih zgradb v mestu. Zvonik cerkve je odprt za javnost. Stolp Škrlovec, ki je nekoč služil kot obrambni objekt med turškimi vpadi, je zdaj prenovljen v kulturni center. Spodnje nadstropje gosti prireditve in kulturne dejavnosti, medtem ko se v zgornjem nadstropju nahaja Galerija Janeza Puharja. Layerjeva hiša, nekdanje bivališče slikarja Leopolda Layerja, je zdaj središče umetniškega in kulturnega dogajanja. Tukaj se odvijajo umetniški dogodki, glasbeni nastopi in izobraževanja. Grad Khislstein, s pestro zgodovino in številnimi preobrazbami, danes gosti Gorenjski muzej in Letno gledališče Khislstein. Plečnikovo stopnišče, arkade in vodnjak, delo Jožeta Plečnika, so pomemben del mestne arhitekturne dediščine. Stopnišče in vodnjak se nahajata na vrhu Vodopivčeve ulice in dodajata estetski in funkcionalni element mestnemu okolju. Pungert je zgodovinski obrambni stolp iz 16. stoletja, ki se nahaja na koncu skalnega pomola. Tukaj se ohranja tudi gotska cerkev sv. Boštjana, Fabijana in Roka, ki je bila zgrajena med izbruhom kuge v 15. stoletju. Rovi pod starim Kranjem predstavljajo podzemno mrežo, ki je bila zgrajena med 2. svetovno vojno kot zaklonišče. 
- Glavni trg.
- Prešernovo gledališče.
- Grad Khislstein. Ime nosi po družini Khisl, ki ga je kupila v drugi polovici 16. stoletja.
- Cerkev sv. Kancijana z razgledno ploščadjo na zvoniku.
- Stolp Škrlovec in Layerjeva hiša.
- Kranj se dviguje nad 30 metrov globokim kanjonom reke Kokre. Gre za drugi najvišji mestni kanjon v Evropi.
- Na Pungertu najdemo danes še edini v celoti ohranjen srednjeveški obrambni stolp iz 16. stoletja.
- Med kugo v 15. stoletju so na Pungertu zgradili cerkev sv. Boštjana, Fabijana in Roka, posvečeno zaščitnikom pred to boleznijo.
- Prešernova hiša, v njej je od leta 1846 do 1849 prebival slovenski pesnik France Prešeren, 8. februarja 1964 pa se je v njej odprl spominski muzej.
- V Prešernovem gaju med drugim najdemo nagrobnik Franceta Prešerna, Simona Jenka ter spomenik bazoviškim žrtvam.
- Nagrobni spomenik Francetu Prešernu v Prešernovem gaju.
- V Layerjevi hiši je na prehodu iz 18. v 19. stoletje živel slovenski slikar Leopold Layer.
- Kovačnica - podjetniški inkubator Kranj je svoje prostore v mestnem jedru odprl oktobra 2022.
- Gimnazija Kranj je bila prva gimnazija v Sloveniji, ki je vpeljala slovenski jezik kot poučevalni jezik.

## Okolje in trajnost
Kranj nosi naziv evropska destinacija odličnosti 2023 s poudarkom na trajnostnem turizmu. Kranj, ki se osredotoča na trajnostni, zelen in pameten razvoj mesta, je Evropska komisija uvrstila tudi v misijo 100 podnebno nevtralnih in pametnih mest do leta 2030, skupaj z Ljubljano in Velenjem. Ponaša se tudi s platinastim znakom Slovenia Green Destination, kar ga uvršča med 5 najbolj trajnostno ozaveščenih turističnih mest v Sloveniji.
- Postaja KRsKOLESOM pred Mestno knjižnico Kranj.
- Mini električni avtobus Kranvaj, ki nudi brezplačen prevoz v starem mestnem jedru.
- Prvo P+R parkirišče na Gorenjskem, na Zlatem polju v Kranju.
- Električni avtobusi v podobah znanih Kranjčanov - France Prešeren, Janez Bleiweis, Simon Jenko in Janez Puhar.

## Šport
Kranj, mesto z bogato športno tradicijo, se lahko pohvali z izjemnimi športniki in športnimi dogodki, ki so zaznamovali tako lokalno kot tudi mednarodno športno sceno. V mestu je 167 športnih in rekreacijskih objektov, med katerimi izstopajo: 
- Pokrit olimpijski bazen.
- Skakalnica K100.
- Atletski in nogometni stadion.

V Kranju deluje več kot 200 športnih društev, ki zagotavljajo prostor za razvoj talentov in ljubiteljev športa. 

### Kranjske športnice in športniki

#### Ekipni šport
- Bojan Jokić in Josip Iličić (nogomet)
- Dragiša Drobnjak, Gregor Fučka, Jaka Blažič in Marko Milič (košarka)

#### Individualni športi

##### Olimpijski nastopi
- Domen Prevc, Cene Prevc, Peter Prevc, Robert Kranjec, Primož Peterka in Miha Rihtar (smučarski skoki)
- Matej Mohorič, Jan Polanc (kolesarstvo)
- Urša Bežan, Tjaša Vozel, Anja Čarman Cekič in Emil Tahirovič (plavanje)
- Anamarija Lampič, Janez Lampič, Anja Mandeljc, Anita Klemenčič, Alenka Čebašek, Vesna Fabjan, Barbara Jezeršek in Maja Benedičič (smučarski tek)
- Mia Krampl (plezanje)
- Miha Hrobat, Mitja Valenčič in Gregor Grilc (alpsko smučanje)
- Žana Jereb, Rožle Prezelj, Brigita Langerholc in Roman Kejžar (atletika)
- Polona Klemenčič, Živa Klemenčič, Mitja Drinovec, Matejka Mohorič, Tadeja Brankovič in Tomas Globočnik (biatlon)
- Andrej Jezeršek (nordijska kombinacija)

Pred letom 1991: Majda Ankele in Slava Zupančič (alpsko smučanje), Brane Benedik, Tomaž Dolar, Bojan Globočnik, Marjan Mesec, Bogdan Norčič in Ivo Zupan (smučarski skoki), Ivo Čarman, Maksi Jelenc, Milena Kordež in Roman Seljak (smučarski tek), Janez Gorjanc (nordijska kombinacija), Vlado Brinovec, Borut Petrič in Darjan Petrič (plavanje).

##### Medalja na olimpijskih igrah
- Peter Prevc, Cene Prevc, Robert Kranjec in Primož Peterka (smučarski skoki)
- Vesna Fabjan (smučarski tek)

Pred letom 1991: Alenka Cuderman (rokomet), Matjaž Zupan (smučarski skoki)

##### Medalja na svetovnih prvenstvih
- Matej Mohorič (kolesarstvo)
- Jure Kozjek (balinanje)
- Domen Prevc, Peter Prevc, Jure Bogataj, Robert Kranjec, Primož Peterka in Urban Franc (smučarski skoki)
- Peter John Stevens (plavanje)

##### Medalja na evropskih prvenstvih
- Tjaša Baskera in Juš Markač (karate)
- Peter John Stevens, Urša Bežan Petrič, Anja Čarman Cekič in Emil Tahirovič (plavanje)
- Lučka Rakovec (športno plezanje)
- Anka Pogačnik (judo)

##### Športniki pred letom 1991
- Franc Hvasti, Bojan Udovič, Janez Lampič st. in Bojan Ropret (kolesarstvo), Peter Šumi (gimnastika), Boris Urbanc (keglanje), Peter Eržen (smučarski skoki), Bojan Novak (balinanje) ...

##### Častni občani Mestne občine Kranj
- Andrej Štremfelj, Marija Štremfelj, Nejc Zaplotnik, Tomo Česen, Milivoj Perat Veličković

## Izobraževanje

#### Izobraževalne ustanove v Kranju
| OSNOVNE ŠOLE                                                             | GIMNAZIJI, SREDNJE IN VIŠJE ŠOLE                     | VISOKE ŠOLE IN FAKULTETE                  |
| ------------------------------------------------------------------------ | ---------------------------------------------------- | ----------------------------------------- |
| Osnovna šola Orehek Kranj s podružnico Mavčiče                           | Gimnazija Kranj                                      | Fakulteta za organizacijske vede          |
| Osnovna šola Simona Jenka Kranj, s podružnicama Trstenik in Goriče       | Gimnazija Franceta Prešerna                          | Fakulteta za državne in evropske študije  |
| Osnovna šola Staneta Žagarja Kranj                                       | Šolski center Kranj                                  | Evropska pravna fakulteta                 |
| Osnovna šola Predoslje Kranj                                             | Strokovna gimnazija                                  | Visoka šola za gradbeno inženirstvo Kranj |
| Osnovna šola Stražišče Kranj s podružnicami Žabnica, Besnica in Podblica | Srednja ekonomska, storitvena in gradbena šola Kranj | Visoka šola za trajnostni razvoj          |
| Osnovna šola Franceta Prešerna Kranj s podružnico Kokrica                | Srednja tehniška šola                                |                                           |
| Osnovna šola Jakoba Aljaža Kranj                                         | B&B srednja šola – ekonomski in logistični tehnik    |                                           |
| Osnovna šola Matije Čopa Kranj                                           | Šolski center Kranj, višja strokovna šola            |                                           |
| Osnovna šola Helene Puhar – šola s prilagojenim programom                | EDC, višja strokovna šola                            |                                           |
| Osnovna šola Janeza Puharja Kranj - Center s podružnico Primskovo        | B&B višja strokovna šola                             |                                           |
| Glasbena šola Kranj                                                      |                                                      |                                           |

#### Ljudska univerza Kranj
Ljudska univerza Kranj je visokokakovostno izobraževalno središče za odrasle. Ponujajo formalno izobrazbo, razvoj kompetenc (komunikacija, tuji jeziki, digitalna znanja, socialne veščine) in podporo pri gradnji kariere, osebni rasti in samozavesti. Lokalni skupnosti nudijo najboljše vseživljenjsko učenje in spodbujajo medgeneracijsko sodelovanje. 

## Častni meščani
Naziv častni meščan ali občan se najpogosteje podeli za izjemne dosežke v gospodarstvu, znanosti, umetnosti, kulturi, športu in humanitarnih ali drugih dejavnostih, ki pomembno prispevajo k razvoju in ugledu mesta doma in v tujini. Podeli ga Mestni svet Mestne občine Kranj.
- 1990: Tomo Česen
- 2003: Nejc Zaplotnik (posthumno)
- 2003: Ljubo Sirc
- 2004: Rudi Šeligo (posthumno)
- 2004: Janez Marenčič
- 2005: Nikolaj Bevk (posthumno)
- 2005: Miha Pogačnik
- 2006: Boris Paternu
- 2007: Nace Šumi (posthumno)
- 2008: Marko Aljančič (posthumno)
- 2008: Lučka Kajfež Bogataj
- 2009: Tatjana Dolenc Veličković
- 2011: Vladimir Ravnik
- 2012: Janez Peklenik
- 2013: France Pibernik
- 2014: Vincenc Draksler
- 2015: Peter Vencelj
- 2016: Drago Štefe
- 2017: Dušan Petrač
- 2017: Milivoj Veličković Perat
- 2018: Andrej Babič
- 2019: Marija in Andrej Štremfelj
- 2020: Anton Rešek
- 2021: Franc Hvasti
- 2022: Matevž Fabijan
- 2023: Matevž Oman
- 2024: Jakob Debeljak

## Mednarodno sodelovanje

### Pobratena in prijateljska mesta
Kranj je že od konca petdesetih let 20. stoletja aktivno vključen v mednarodno mreženje, izmenjuje izkušnje in dobre prakse ter spodbuja raznolikost in razvoj mesta.  
| Pobratena mesta - La Ciotat, Francija (1958) - Oldham, Velika Britanija (1969) - Rivoli, Italija (1975) - Herceg Novi, Črna gora (1976) - Kotor Varoš, Bosna in Hercegovina (1977) - Senta, Srbija (1980) - Železna Kapla, Avstrija (1984) - Büyükcemece, Carigrad, Turčija (2014) - Džangdžjakov, Kitajska (2021) - Jekaterinburg, Rusija (2022); zamrznjeno - Colorado Springs, ZDA (2022) | Prijateljska mesta - Pulj, Hrvaška (1960) - Amberg, Nemčija (1966) - Banja Luka, Bosna in Hercegovina (1976) - Zemun, Srbija (1976) - Bitola, Makedonija (1976) - Osijek, Hrvaška (1976) - Novi Sad, Srbija (2004) - Grožnjan, Hrvaška (2005) - Užice, Srbija (2006) - Beljak, Avstrija (2008) - Kočani, Makedonija (2009) - Doberdob, Italija (2011) - Székesfehérvár, Madžarska (2023) |

### Dan mednarodnega povezovanja
Kranj je ob mednarodnem dnevu povezovanja gostil župane in predstavnike pobratenih in prijateljskih mest. Osrednji del dogodka je bila konferenca "Think Green, Go Sustainable," kjer je Kranj predstavil svoje trajnostne prakse. Lučka Kajfež Bogataj je poudarila pomembnost ukrepov za doseganje podnebne nevtralnosti. Kranj, ki je vključen v misijo 100 podnebno nevtralnih in pametnih mest do leta 2030 in ima naziv evropska destinacija odličnosti 2023, je predstavil trajnostne pristope v turizmu, mobilnosti in krožnem gospodarstvu. Konferenca se je zaključila z izmenjavo mednarodnih primerov trajnostnih praks. Ta dogodek postaja tradicionalen del prizadevanja Kranja za promocijo trajnostnega razvoja in mednarodnega sodelovanja.

### Pot Prešernovih sodobnikov v parku La Ciotat
Ena izmed najnovejših kulturnih pridobitev, ki simbolizira pomembnost mednarodnega sodelovanja, je Pot Prešernovih sodobnikov v Parku La Ciotat. Ta pot, s kipi Franceta Prešerna in njegovih sodobnikov, je začela nastajati jeseni 2021, ko je Slovenija predsedovala Svetu EU. Simbolizira zavezanost mednarodnemu sodelovanju in je ključen del njihovih prizadevanj na tem področju.

## Župani Kranja
Župani Mestne občine Kranj (ali župani Kranja):
- Natalis Pagliaruzzi, 1797–1832
- Konrad Lokar, 1850–1857
- Jakob Jalen, 1857–1861
- Konrad Lokar, 1861–1865
- Sebastjan Šavnik, 1865–1866
- Matej Pirc, 1866–1869
- Sebastjan Šavnik, 1869–1872
- Leopold Jugovic, 1872–1874
- Karel Šavnik, 1874–1911
- Ferdinand Polak, 1911–1921
- Ciril Pirc, 1921–1936
- Josip Tajnik, 1936–1936
- Karol Česen, 1936–1941
- Herbert Markgraf, 1941–1942*
- Kurt Decker, 1942–1943*
- Frideric Mörth, 1943–1945*
- Rudolf Hlebš, 1945–1947
- Marjan Brilly, 1947–1947
- Mara Ogrizek, 1947–1948
- Andrej Brovč, 1948–1952
- Cene Beznik, 1952–1953
- Vinko Hafner, 1953–1958
- Franc Puhar, 1958–1961
- Ivo Šefic, 1961–1961
- Jože Mihelič, 1961–1963
- Martin Košir, 1963–1967
- Slavko Zalokar, 1967–1974
- Tone Volčič, 1974–1978
- Stane Božič, 1978–1982
- Ivan Cvar, 1982–1986
- Ivan Torkar, 1986–1990
- Vitomir Gros, 1990–1998
- Mohor Bogataj, 1998–2006
- Damijan Perne 2006–2010
- Mohor Bogataj 2010–2014
- Boštjan Trilar 2014–2018
- Matjaž Rakovec 2018–